# Tak přichází něco zlého
Tak přichází něco zlého (v anglickém originále Something Ricked This Way Comes) je devátý díl první řady amerického animovaného sci-fi seriálu Rick a Morty. Epizoda byla odvysílána 24. března 2014, režíroval ji John Rice a scénář napsal Mike McMahan.

## Děj
Summer pracuje ve starožitnictví, které vede ďábel (pod přezdívkou Lucius Needful) a které rozdává předměty, jež jsou opatřeny škodlivými kletbami. Poté, co Rick dostane mikroskop, který by ho připravil o inteligenci, vyvine technologii, která dokáže kvantifikovat zlo a odhalit kletby. Rick si pak založí konkurenční obchod, kde pomocí vědy kletby odstraňuje, a Ďábel je vyřazen z provozu. Summer mu pomůže úspěšně obnovit internetový obchod pod názvem N33dful, ale on ji zradí a nechá si firmu pro sebe. Díky tomu se Rick, kterého přestalo vedení obchodu bavit, usmíří Summer, společně začnou cvičit a na jednom z veletrhů ďábla zbijí.
Mezitím Jerry, který pomáhá Mortymu s modelem Sluneční soustavy v rámci vědeckého projektu, trvá na tom, že Pluto je planeta, a jde tak daleko, že lobbuje u NASA, aby mu byl status planety obnoven. Plutoňané je unesou na svou planetu, kde si Jerryho spletou s vědcem. Jeho prohlášení o tom, že Pluto je planeta mu okamžitě zajistí popularitu. Přední plutonský vědec Scroopy Noopers Mortymu řekne, že Pluto se zmenšuje kvůli těžbě plutonia, která nakonec povede k jeho zničení, a že plutonské vedení rozptyluje obyvatelstvo ujišťováním, že Pluto je stále planetou. Mortymu se nepodaří Jerryho přesvědčit o zmenšování Pluta a o tom, že se to tají, a tak se zklamaně vrací na Zemi. Poté, co se stane svědkem zatčení Scroopyho Nooperse a uslyší, jak Flippy Nips, král Pluta a otec Scroopyho Nooperse, prozradí, že Pluto je ve skutečnosti trpasličí planeta, řekne Jerry plutonským občanům pravdu a sám sebe udá ve veřejném projevu, což způsobí, že je nenáviděn a deportován zpět na Zemi. Jerry se Mortymu omluví a požádá ho, jestli by mohli dokončit jeho projekt, avšak Morty mu řekne, že místo toho plánuje odevzdat robota, kterého sestrojil Rick, aby mu nosil máslo.
V potitulkové scéně Summer a Rick využijí svou novou svalovou hmotu, aby zmlátili neonacistu, rváče, člena Westboro Baptist Church a násilnického majitele psa, zatímco v pozadí hraje „X Gon' Give It to Ya“ od DMX.

## Přijetí
Corey Plante ze serveru Inverse pochválil neobvyklou dějovou linii Mortyho a Jerryho v epizodě, ale kritizoval její ostatní části: „Povrchní zápletky epizody působí dost nudně, přičemž jedna z nich je spíše odvozená než podvratná a druhá je zdlouhavým vtipem.“ Zack Handlen z The A.V. Club řekl: „V této epizodě se objevily dvě zápletky: je to odkaz na popírače klimatických změn: když je pravda tak znepokojující, lidé raději předstírají, že ji mohou nechat zmizet tím, že poslouchají idiota.“

## Zajímavosti
- Ďábla daboval herec Alfred Molina, známý například jako Doctor Octopus z filmu Spider-Man 3.[3]
- Anglický název epizody „Something Ricked This Way Comes“ odkazuje na snímek Something Wicked This Way Comes (1983) a na stejnojmennou knižní předlohu (1962) Raye Bradburyho.[4]